# Alexandre Lippmann
Alexandre Auguste Lippmann (* 11. Juni 1881 in Paris; † 23. Februar 1960 ebenda) war ein französischer Degenfechter und zweifacher Olympiasieger.
Lippmann nahm erstmals 1908 in London an Olympischen Spielen teil. Mit der französischen Mannschaft gewann er die Goldmedaille im Degenfechten. Im Einzelwettkampf belegte den zweiten Platz hinter seinem Landsmann Gaston Alibert. Zwölf Jahre später bei den Spielen in Antwerpen gewann er im Mannschaftswettbewerb die Bronzemedaille und im Einzel hinter seinem Teamkameraden Armand Massard die Silbermedaille. 1924 in Paris nahm er nochmals mit der französischen Mannschaft teil und gewann seine zweite olympische Goldmedaille.